# 新都駅 (忠清南道)
新都駅（シンドえき）は、大韓民国忠清南道鶏龍市にかつて存在した韓国鉄道公社（KORAIL）の駅である。

## 路線
- 韓国鉄道公社
  - 湖南線

## 歴史
- 1966年8月1日 - 開業。
- 2006年6月23日 - 廃止。

## 隣の駅
韓国鉄道公社
湖南線
鶏龍駅 - 新都駅 - 開泰寺駅